# Lee Marshall (Fußballspieler, 1979)
Lee Keith Marshall (* 21. Januar 1979 in Islington) ist ein ehemaliger englischer Fußballspieler. Marshall bestritt 54 Premier-League-Partien für Leicester City und West Bromwich Albion, bevor er seine Karriere verletzungsbedingt frühzeitig beenden musste.

## Karriere
Marshall spielte in der Reserve des Isthmian-League-Klubs FC Enfield, als er von Dave Stringer, Trainer der Reservemannschaft von Norwich City bei einem Aufeinandertreffen beider Teams entdeckt wurde. Nachdem er bei einem Probetraining mit dem Reserveteam von Norwich überzeugte, einigten sich die beiden Klubs im März 1997 auf eine Ablösesumme von £15.000. Am 1. November 1997 kam Marshall erstmals für das Profiteam von Norwich in der Football League First Division zum Einsatz, brach sich allerdings vier Tage später bei seinem zweiten Einsatz den Knöchel und fiel monatelange aus. Seinen Durchbruch erlebte der defensiv variabel einsetzbare Spieler in der folgenden Spielzeit 1998/99, als er sich nicht nur als Stammspieler etablierte, sondern im Februar 1999 auch zu einem Einsatz für die englische U-21-Nationalmannschaft gegen Frankreich kam. Marshall agierte in der Folgezeit überwiegend im defensiven Mittelfeld und lehnte im November 2000 eine Verlängerung seines zum Saisonende auslaufenden Vertrages ab. Er wurde daraufhin auf die Transferliste gesetzt und schließlich am 21. März 2001, dem letzten Transfertag im englischen Fußball vor der Sommerpause, von seinem früheren U-21-Nationaltrainer Peter Taylor für £600.000 zum Erstligisten Leicester City geholt.
Sein Debüt für Leicester in der Premier League gab er nur wenige Tage später bei einer 0:2-Niederlage gegen Charlton Athletic, bis Saisonende kam er zu insgesamt neun Einsätzen, wobei einem 4:2-Erfolg gegen die Tottenham Hotspur acht Niederlagen gegenüberstanden. In der Spielzeit 2001/02 kam Marshall nach einer schweren Verletzung von Gary Rowett zumeist als rechter Außenverteidiger oder als Teil einer Dreier-Abwehrkette zum Einsatz. Sportlich verlief die Saison extrem enttäuschend für Leicester: an allen 38 Spieltagen stand der Klub auf einem Abstiegsplatz und belegte am Saisonende den letzten Tabellenrang. Marshall spielte dennoch auch in der folgenden Saison erstklassig, nachdem er kurz nach Saisonbeginn für £700.000 zu Erstligaaufsteiger West Bromwich Albion wechselte. Dort erzielte er zwar bei einer 1:3-Niederlage gegen Leeds United als Einwechselspieler den ersten Premier-League-Treffer der Klubgeschichte, wurde in der Folge aber kaum berücksichtigt und kam nach überstandenen Leistenproblemen ab Dezember 2002 nur noch für das Reserveteam zum Einsatz.
Trotz des Abstiegs des Klubs fand Marshall auch in der Zweitligasaison 2003/04 unter Trainer Gary Megson keine Berücksichtigung. Im Januar 2004 wechselte er schließlich auf Leihbasis zum Viertligisten Hull City, wo er erneut unter Trainer Peter Taylor spielte. Marshall kam zu elf Einsätzen für Hull, bevor er sich am 11. April 2004 in einer Partie gegen Kidderminster Schien- und Wadenbein im rechten Fuß brach. Er schaffte es in den folgenden 12 Monaten nicht vollständig zu genesen, weshalb er seine Karriere im April 2005 im Alter von 26 Jahren beendete.